# Esatanas kozlovi
Esatanas kozlovi är en tvåvingeart som beskrevs av Pavel Lehr 1986. Esatanas kozlovi ingår i släktet Esatanas och familjen rovflugor. Inga underarter finns listade i Catalogue of Life.